# Gerald Diduck
Gerald Mark Diduck (né le 6 avril 1965 à Edmonton dans la province d'Alberta au Canada) est un joueur professionnel canadien de hockey sur glace. Il évoluait au poste de défenseur.

## Biographie
Il est repêché au premier tour par les Islanders de New York comme 16e joueur choisi lors du repêchage d'entrée dans la LNH 1983 alors qu'il évoluait au niveau junior avec les Broncos de Lethbridge dans la LHOu. Il rejoint les Checkers d'Indianapolis de la Ligue centrale de hockey durant les séries éliminatoires en 1984 avant de faire ses débuts dans la LNH avec les Islanders en 1984-1985.
Il passe 6 saisons avec les Islanders puis il est échangé aux Canadiens de Montréal contre Craig Ludwig durant l'intersaison 1990. Durant la saison, il est échangé en janvier 1991 aux Canucks de Vancouver contre un choix de repêchage. En 1994, il aide les Canucks à se rendre en finale de la Coupe Stanley, mais son équipe s'incline contre les Rangers de New York lors du septième et ultime match.
Après un bref passage avec les Blackhawks de Chicago vers la fin de la saison 1994-1995, il s'entend comme agent libre avec les Whalers de Hartford. Il rejoint par la suite les Coyotes de Phoenix via transaction en étant échangé en retour de Chris Murray en avril 1997.
Il passe ses deux dernières saisons avec les Maple Leafs de Toronto puis les Stars de Dallas. Il se retire de la compétition après avoir manqué la majorité de la saison 2000-2001 à cause d'une blessure à une cheville, mettant fin à une carrière de plus de 900 matchs dans la LNH,.

## Statistiques

### En club
| Saison     | Équipe                  | Ligue      |     | Saison régulière | Saison régulière | Saison régulière | Saison régulière | Saison régulière |   | Séries éliminatoires | Séries éliminatoires | Séries éliminatoires | Séries éliminatoires | Séries éliminatoires |
| Saison     | Équipe                  | Ligue      | PJ  | B                | A                | Pts              | Pun              | PJ               | B | A                    | Pts                  | Pun                  |                      |                      |
| 1981-1982  | Broncos de Lethbridge   | LHOu       | 71  | 1                | 15               | 16               | 81               | 12               | 0 | 3                    | 3                    | 27                   |                      |                      |
| 1982-1983  | Broncos de Lethbridge   | LHOu       | 67  | 8                | 16               | 24               | 151              | 20               | 3 | 12                   | 15                   | 52                   |                      |                      |
| 1983-1984  | Broncos de Lethbridge   | LHOu       | 65  | 10               | 24               | 34               | 133              | 5                | 1 | 4                    | 5                    | 27                   |                      |                      |
| 1983-1984  | Checkers d'Indianapolis | LCH        | -   | -                | -                | -                | -                | 10               | 1 | 6                    | 7                    | 19                   |                      |                      |
| 1984-1985  | Islanders de New York   | LNH        | 65  | 2                | 8                | 10               | 80               | -                | - | -                    | -                    | -                    |                      |                      |
| 1985-1986  | Islanders de New York   | LNH        | 10  | 1                | 2                | 3                | 2                | -                | - | -                    | -                    | -                    |                      |                      |
| 1985-1986  | Indians de Springfield  | LAH        | 61  | 6                | 14               | 20               | 175              | -                | - | -                    | -                    | -                    |                      |                      |
| 1986-1987  | Indians de Springfield  | LAH        | 45  | 6                | 8                | 14               | 120              | -                | - | -                    | -                    | -                    |                      |                      |
| 1986-1987  | Islanders de New York   | LNH        | 30  | 2                | 3                | 5                | 67               | 14               | 0 | 1                    | 1                    | 35                   |                      |                      |
| 1987-1988  | Islanders de New York   | LNH        | 68  | 7                | 12               | 19               | 113              | 6                | 1 | 0                    | 1                    | 42                   |                      |                      |
| 1988-1989  | Islanders de New York   | LNH        | 65  | 11               | 21               | 32               | 155              | -                | - | -                    | -                    | -                    |                      |                      |
| 1989-1990  | Islanders de New York   | LNH        | 76  | 3                | 17               | 20               | 163              | 5                | 0 | 0                    | 0                    | 12                   |                      |                      |
| 1990-1991  | Canadiens de Montréal   | LNH        | 32  | 1                | 2                | 3                | 39               | -                | - | -                    | -                    | -                    |                      |                      |
| 1990-1991  | Canucks de Vancouver    | LNH        | 31  | 3                | 7                | 10               | 66               | 6                | 1 | 0                    | 1                    | 11                   |                      |                      |
| 1991-1992  | Canucks de Vancouver    | LNH        | 77  | 6                | 21               | 27               | 229              | 5                | 0 | 0                    | 0                    | 10                   |                      |                      |
| 1992-1993  | Canucks de Vancouver    | LNH        | 80  | 6                | 14               | 20               | 171              | 12               | 4 | 2                    | 6                    | 12                   |                      |                      |
| 1993-1994  | Canucks de Vancouver    | LNH        | 55  | 1                | 10               | 11               | 72               | 24               | 1 | 7                    | 8                    | 22                   |                      |                      |
| 1994-1995  | Canucks de Vancouver    | LNH        | 22  | 1                | 3                | 4                | 15               | -                | - | -                    | -                    | -                    |                      |                      |
| 1994-1995  | Blackhawks de Chicago   | LNH        | 13  | 1                | 0                | 1                | 48               | 16               | 1 | 3                    | 4                    | 22                   |                      |                      |
| 1995-1996  | Whalers de Hartford     | LNH        | 79  | 1                | 9                | 10               | 88               | -                | - | -                    | -                    | -                    |                      |                      |
| 1996-1997  | Whalers de Hartford     | LNH        | 56  | 1                | 10               | 11               | 40               | -                | - | -                    | -                    | -                    |                      |                      |
| 1996-1997  | Coyotes de Phoenix      | LNH        | 11  | 1                | 2                | 3                | 23               | 7                | 0 | 0                    | 0                    | 10                   |                      |                      |
| 1997-1998  | Coyotes de Phoenix      | LNH        | 78  | 8                | 10               | 18               | 118              | 6                | 0 | 2                    | 2                    | 20                   |                      |                      |
| 1998-1999  | Coyotes de Phoenix      | LNH        | 44  | 0                | 2                | 2                | 72               | 3                | 0 | 0                    | 0                    | 2                    |                      |                      |
| 1999-2000  | Équipe du Canada        | Intl       | 12  | 3                | 0                | 3                | 6                | -                | - | -                    | -                    | -                    |                      |                      |
| 1999-2000  | Maple Leafs de Toronto  | LNH        | 26  | 0                | 3                | 3                | 33               | 10               | 0 | 1                    | 1                    | 14                   |                      |                      |
| 2000-2001  | Stars de Dallas         | LNH        | 14  | 0                | 0                | 0                | 18               | -                | - | -                    | -                    | -                    |                      |                      |
| Totaux LNH | Totaux LNH              | Totaux LNH | 932 | 56               | 156              | 212              | 1 612            | 114              | 8 | 16                   | 24                   | 212                  |                      |                      |

### En équipe nationale
| Année | Équipe     | Compétition                 |   | PJ | B | A | Pts | Pun      |  | Résultat |
| 1984  | Canada U20 | Championnat du monde junior | 7 | 0  | 0 | 0 | 4   | 4e place |  |          |